# Замерзлі (фільм)
Замерзлі (англ. Frozen) — американський фільм жахів Адама Гріна. Прем'єра фільму відбулася 24 січня 2010 року.

## Сюжет
Група молодиків вирішує провести вихідні на лижному курорті. Дівчина на ім'я Паркер вчиться кататися на сноуборді, в цьому їй допомагають хлопець Ден і друг Джо. Компанія не бажає платити за три квитки на підйомник, і Ден просить Паркер підкупити службовця, щоб той пустив їх на підйомник. Паркер довго вагається, але їй все ж вдається вмовити працівника. На шляху вгору підйомник раптом зупиняється, але скоро вмикається знову.
Провівши весь день на спуску, трійця вирішує покататися на підйомнику востаннє перед тим, як повернутися додому. Вже темніє, і курорт зачиняється, тому що наближається сніговий циклон, однак компанія не засмучується і сподівається на веселу нічну прогулянку. Друзі знову переконують службовця пустити їх на підйомник востаннє, нагадавши йому про гроші, які вони йому заплатили; до цього часу на курорті майже нікого не залишилось. Поки компанія їде вгору, працівника викликають в офіс до боса, і його замінює колега.
Йдучи, службовець каже своєму зміннику, що нагорі залишилося лише троє осіб, що спускаються з гори, і після того, як вони з'їдуть, підйомник можна буде вимкнути. По схилу з'їжджає інша група з трьох сноубордистів; змінник вирішує, що це останні люди, які залишилися на курорті, і вимикає підйомник.
Молодики залишаються самі на сидінні підйомника високо над землею. Спочатку вони гучно висловлюють своє невдоволення, посилаючись на коротке замикання, але потім роздратування змінює страх. Настає ніч, шторм вже близько. Компанія починає мерзнути. Через деякий час по схилу піднімається снігоприбиральна машина, ще трохи — і водій побачить хлопців, однак в останній момент чоловіка відкликають по рації назад на базу. Ден, Джо і Паркер кидають в його бік все, що потрапляє під руку, але марно — водій їх не помічає.
Минає кілька годин, і Паркер висловлює припущення, що про них просто-напросто забули. Курорт працює лише у вихідні, а тому молодикам доведеться дочекатися п'ятниці — дня, коли курорт знову відкриється. Паркер кидає вниз свою рукавичку, поки курить, і спочатку не надає цьому особливого значення. Джо запитує, якої смерті боїться кожен з них і чи боїться її взагалі. Ден каже, що боїться бути з'їденим заживо акулою, а Паркер відповідає, що боїться згоріти. Джо ж віджартовується, що боїться бути перетравленим в чиємусь шлунку.
Настає важке мовчання. Ден, завзятий спортсмен і найсильніший з трійці, розуміє, що в нього немає іншого вибору, крім як стрибнути вниз і сходити по допомогу, тому що вони не витримають тут до п'ятниці і замерзнуть. Він довго наважується на стрибок; нарешті, він стрибає і невдало приземляється на тверду ділянку лижні, ламаючи обидві ноги. Паркер кидає йому свій шарф, щоб перев'язати переломи, але він чіпляється за гілку ялини. Тоді Джо кидає Дену свій шарф; Ден абияк накладає на ноги джгути. Поблизу чується вовче виття, і Ден починає панікувати. Джо вважає, що по тросу зможе дістатися до стовпа, де прикріплена драбина, і спуститися до Дена, але не може вчепитися за трос через лід. Джо намагається очистити трос від льоду з допомогою Паркер. До Дена підходить вовк, але його відлякує сноуборд, кинутий Паркер згори. Джо знову намагається вчепитися за трос і проходить кілька футів, але йому не вистачає сил. Обірвавши гострим тросом руки до самого м'яса, він повертається назад. Ослабленого Дена оточують і з'їдають вовки, які зібралися на запах крові. Джо і Паркер починають розмову, в якій звучать приховані звинувачення і докори — обидва звинувачують один одного в загибелі товариша.
Наступного ранку Паркер прокидається і бачить, що її права рука прилипла до поручня, за який вона трималася, поки спала. Вона заледве віддирає руку, і її шкіра залишається на поручні; крім того, дівчина сильно обморозила обличчя і обмочилася.
Через кілька годин Джо вирішує дістатися по тросу до стовпа з драбиною. В цей час сидіння Паркер крениться набік, тому що кріплення вийшло з ладу. Джо досягає своєї мети, порізавши долоні крізь рукавиці, і спускається вниз. Він хапає сноуборд, за ним біжить пара вовків.
Паркер залишається сама і повільно замерзає. Вона розуміє, що з Джо щось трапилося і хоче спуститися вниз. Болт, на якому тримається сидіння, повністю розкручується і випадає. Сидіння опускається вниз на кілька метрів і зупиняється, підтримуване лише сталевим тросом, який поступово починає рватися, і тоді Паркер відпускає руки і стрибає вниз з безпечної висоти, а сидіння падає слідом прямо на її ногу. Паркер повзе вниз по схилу, помічаючи кров на снігу. Вона спостерігає, як вовки поїдають те, що залишилося від Джо. Один з хижаків пильно дивиться на неї, гарчить, але не чіпає.
Паркер насилу дістається до головної дороги, марно намагаючись привернути увагу автомобіля, який проїжджає в цей момент. В кінці фільму її підбирає водій черговόї машини і відвозить до лікарні.

## У ролях
- Емма Белл — Паркер О'Ніл
- Кевін Зегерс — Ден Вокер
- Шон Ешмор — Джо Лінч
- Ріліа Вандербілт — Шенон
- Ед Акерман — Джейсон
- Адам Джейсон — Ріфкін
- Кріс Йорк — Раян
- Педер Мелх'юз — Водій
- Кейн Годдер — Коді

## Виробництво
Фільм був знятий у Сновбейсіні поблизу Огден (Юта) в лютому 2009 року і дистриб'ютором фільму є Anchor Bay Entertainment.

## Касові збори
У США фільм зібрав $246,176, за кордоном — $777,152 (загальна кількість — $1,023,328).